# Pol Box
Pol Box es un sitio arqueológico maya ubicado en el estado de Quintana Roo, México. La ciudad prehispánica de Pol Box está integrada por alrededor de 150 estructuras repartidas en tres conjuntos arquitectónicos monumentales dos con edificaciones ceremoniales y otro de carácter habitacional, entre los hallazgos más relevantes del sitio se encuentran varias estelas labradas con inscripciones jeroglíficas entre las que destacan algunos registros calendáricos e históricos, también se ha identificado una gran red de caminos prehispánicos de sacbé.

## Ubicación
Pol Box se encuentra enterrado en vegetación selvática dentro del municipio de Othón P. Blanco al sur de Quintana Roo en las cercanías de la comunidad de Morocoy sobre la carretera Escarcega - Chetumal (Carretera Federal 186), también se ubica a aproximadamente 12 kilómetros al sur de la gran ciudad maya de Dzibanché mientras que otros sitios mayas cercanos son Dzibantunich, Kohunlich, Chakanbakán y más distante Ichkabal.

## Historia
De acuerdo a las investigaciones arqueológicas y a las muestras cerámicas encontradas en Pol Box se ha identificado una ocupación poblacional que se remonta al periodo preclásico y finaliza a comienzos del periodo posclásico, mientras que su apogeo se dio durante gran parte del periodo clásico como una ciudad y centro ceremonial en una región gobernada por dinastía de Dzibanché, primer capital del reino Kaan, la cual se encuentra mencionada en la estela 3 del sitio, aunque Pol Box no muestra indicios de haber permanecido como un estado vasallo de Dzibanché si muestra una gran influencia y relación con sus gobernantes por lo que posiblemente estuvo subordinada políticamente. La estela 3 de Pol Box contiene labrada la fecha en cuenta larga de 9.7.0.0.0 7 Ajaw 3 K'ank'in que corresponde al 5 de diciembre del año 573 d. C., y registra la conmemoración de una ceremonia de fin de K'atun presidida por un gobernante local identificado como el señor Muwan y por Yuhkno'm Uht Chan, gobernante perteneciente a la dinastía Kaan de Dzibanché.